# Jerzy Gerlicz
Jerzy Gerlicz (ur. 1905 w Helenówku, zm. 1996 we Wrocławiu) – inżynier rolnictwa, lotnik podczas II wojny światowej.

## Życiorys
Ukończył Uniwersytet Poznański, na którym uzyskał tytuł inżyniera rolnictwa. Był właścicielem gospodarstw rolnych składających się z majątków Stemplew, Ciążeń oraz Abramów liczących łącznie około 2.000 ha. Racjonalnym i rzetelnym zarządzeniem doprowadził do rozkwitu powyższych gospodarstw. Jego pasją było lotnictwo. W 1939 roku kupił samolot RWD-16, którym udał się na mobilizację wojskową i który przekazał na rzecz wojska polskiego, gdy wybuchła II wojna światowa.
W 1939 roku brał udział w kampanii wrześniowej jako pilot ze stopniem podporucznika, dowódca Plutonu Łącznikowego Nr 5, dysponującego trzema samolotami RWD-8, stacjonującego na lotnisku w Lublinku koło Łodzi. 1 września jego pluton został przeniesiony najpierw do Lwowa, a w godzinach popołudniowych do Zaczernia koło Rzeszowa. Po 9 września, podczas przelotu z Warszawy do Zaczernia jego samolot RWD-8 został zestrzelony w rejonie Zamościa, jednak on sam przeżył. Następnie, z rozkazu dowództwa wojsk lotniczych, brał udział w przeprowadzeniu podchorążych Oficerskiej Szkoły Lotnictwa w Dęblinie przez Rumunię i Węgry do Francji. Po ewakuacji wojsk polskich do Wielkiej Brytanii, jako pilot bojowy w szeregach Royal Air Force (RAF), brał udział w wielu nalotach na niemieckie terytorium, awansując do stopnia kapitana. Za służbę w RAF otrzymał liczne odznaczenia. Po zakończeniu działań wojennych pozostał w wojsku polskim jako dowódca transportu oddziałów okupujących Niemcy (Hamburg i okolice).

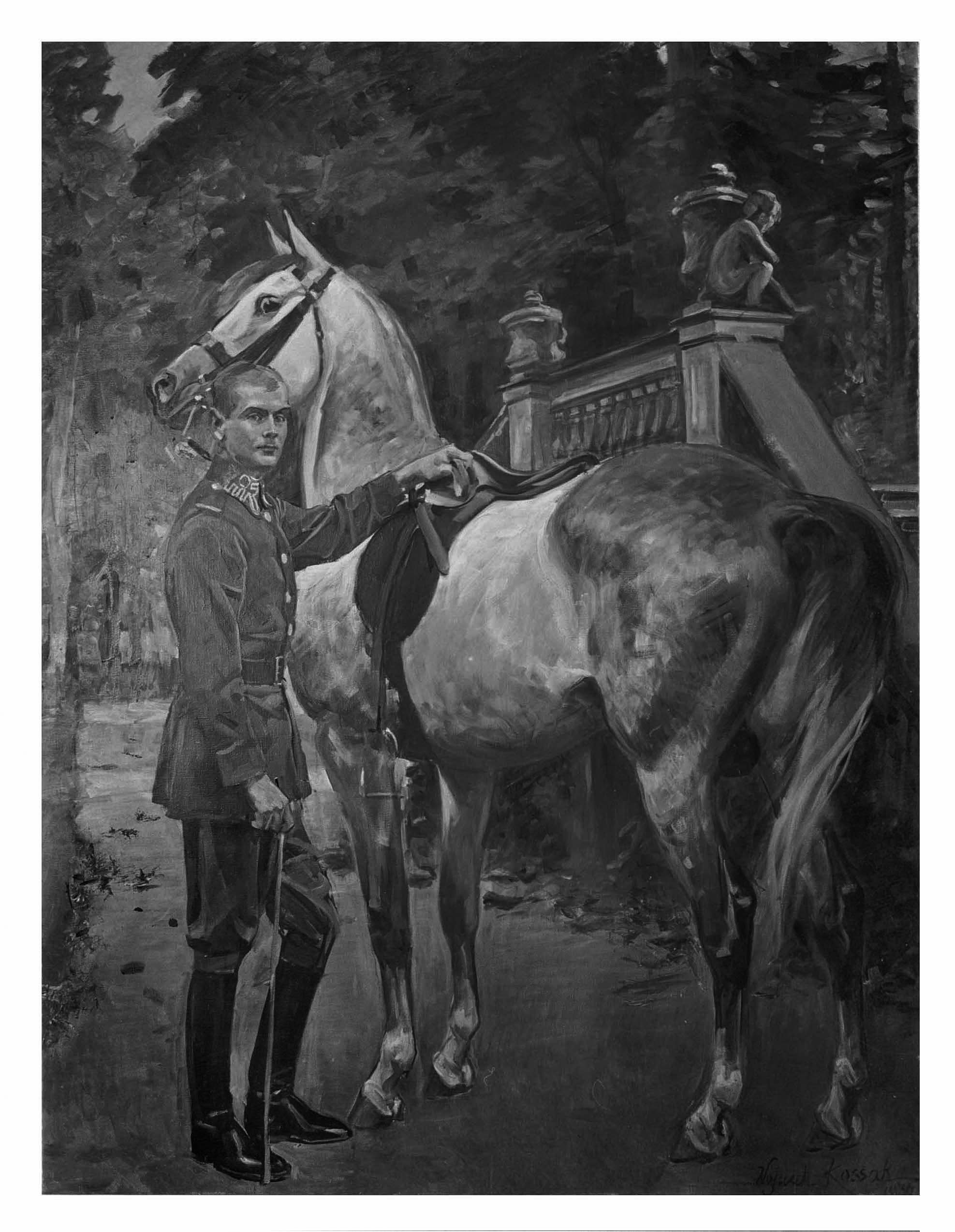
Zdjęcie portretu Jerzego Gerlicza z siwym koniem arabskim autorstwa Wojciecha Kossaka

Na mocy reformy rolnej z 1944 roku cały jego przedwojenny majątek ziemski został upaństwowiony, a następnie rozparcelowany. Po demobilizacji pozostał poza granicami Polski i prowadził gospodarstwo rolne w południowej części Francji. Po 1956 r. powrócił do Polski. Najpierw był pracownikiem Państwowych Gospodarstw Rolnych na ziemiach zachodnich, a następnie prowadził własne gospodarstwo rolno-hodowlane.
Został pochowany w grobowcu rodzinnym na Starych Powązkach w Warszawie, kw. 63, rząd 6, miejsce 24-25.

## Kolekcja dzieł sztuki

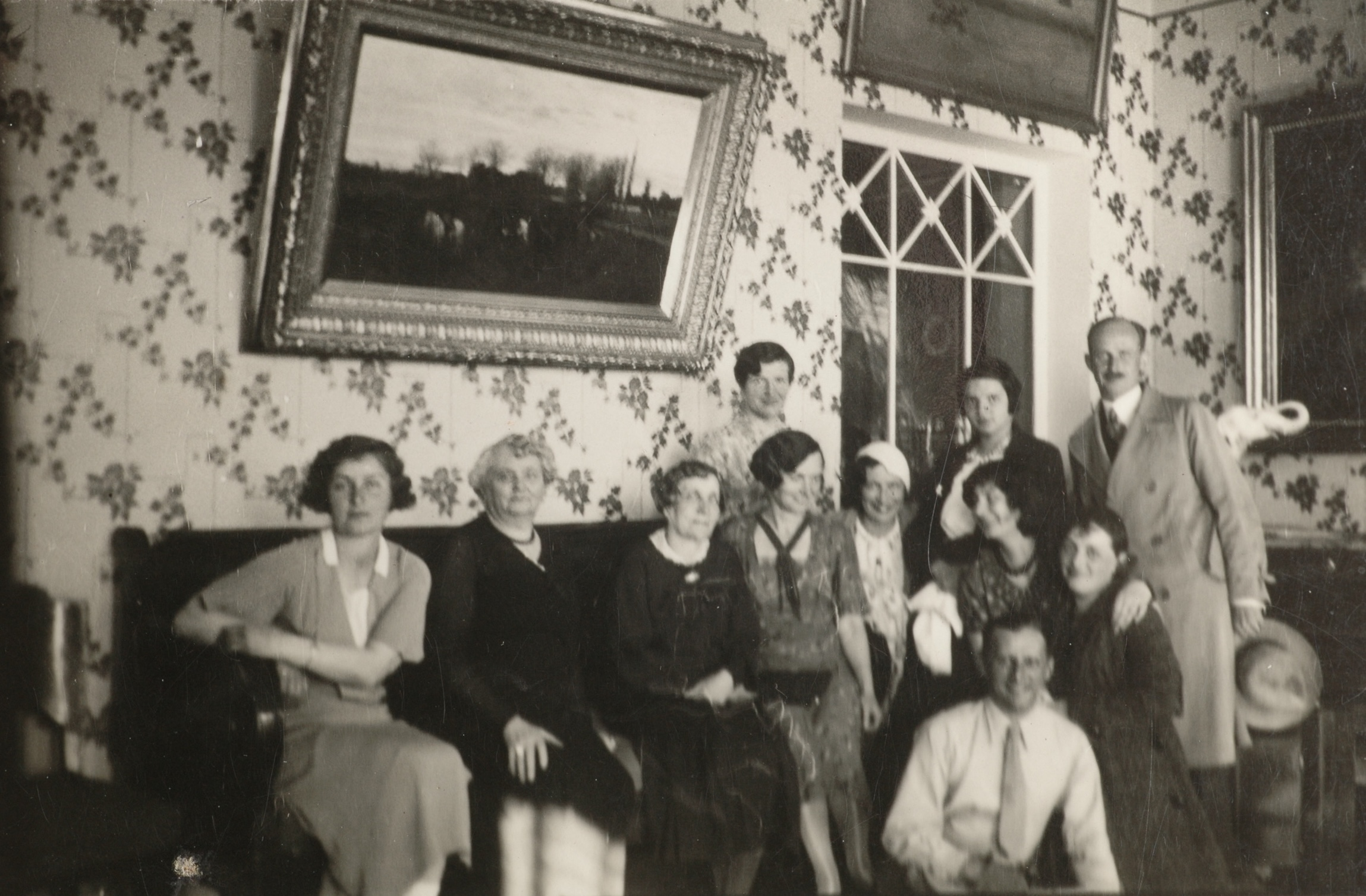
Wnętrze dworu w Stemplewie, widoczne obrazy „Wyjazd na polowanie” Maksymiliana Gierymskiego oraz „Łoś” Juliana Fałata

Był miłośnikiem sztuki. Posiadał bogatą kolekcję obrazów, która zdobiła przede wszystkim wnętrza dworu w Stemplewie oraz pałacu w Ciążeniu. Wśród obrazów znajdowały się dzieła Jacka Malczewskiego, Juliana Fałata, Jana Styki, Maksymiliana Gierymskiego, Wojciecha Kossaka, Jacoba Jordaensa, Konrada Krzyżanowskiego i innych malarzy. Kolekcja została utracona w 1945 roku.

## Życie prywatne
Syn działacza gospodarczego II RP, Wiesława Gerlicza i jego żony Heleny z Jahołkowskich. Ożenił się z Wandą z Urbanowiczów. Mieli córki Grażynę i Krystynę. Żona Wanda i jedna z córek, Krystyna, zginęły podczas Powstania Warszawskiego w 1944 roku.

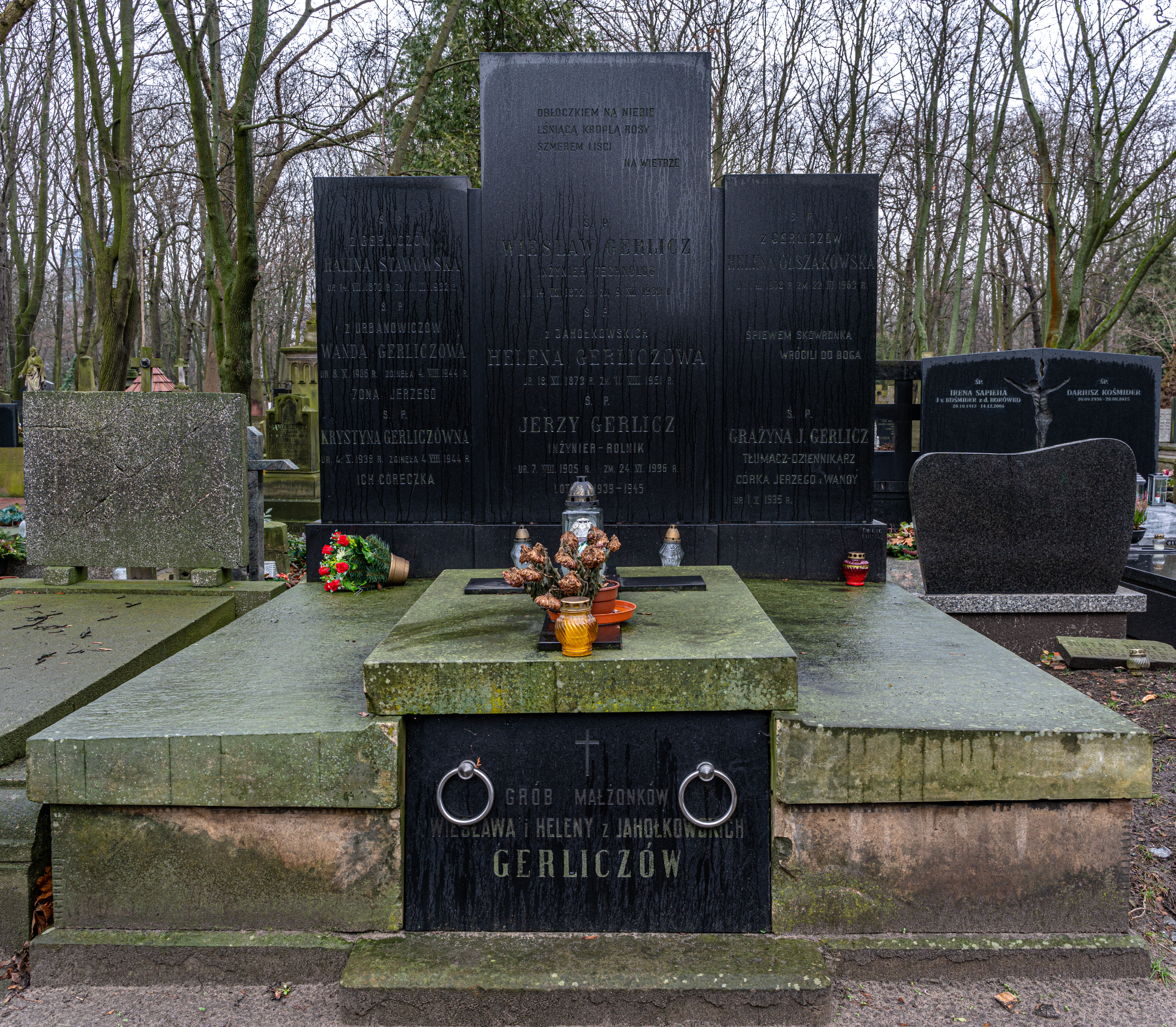
Grób rodziny Gerliczów, Stare Powązki, Warszawa